# Mediación papal en el conflicto del Beagle
Los gobiernos de Chile y la República Argentina acordaron en 1971 solicitar el arbitraje de la Corona británica para dirimir el Conflicto del Beagle cuyo cumplimiento sería entregado al honor de las naciones signatarias.
La Argentina rechazó unilateralmente el Laudo Arbitral de 1977, colocando a ambos países al borde de la guerra. Tampoco las negociaciones directas lograron siquiera impedir el aumento de la tensión militar en la frontera.
Con ello se habían comprobado como inviables dos de los caminos para la resolución del conflicto, el de las negociaciones directas y el del arbitraje británico. Quedaba aún un camino por intentar antes de la guerra: la mediación.
Justo en el momento en que en la Argentina el Proceso de reorganización nacional se había decidido por la guerra, el papa Juan Pablo II comunicó a ambos gobiernos que ofrecía su mediación.
Además del peligro de guerra, el cardenal Antonio Samoré, enviado personal del papa, debió enfrentar los siguientes hechos consumados:
1. Chile consideraba el Laudo como vigente y lo había convertido en ley declarando el mar entre las islas como aguas interiores chilenas.
2. Argentina no reconocía el Laudo.
3. Argentina extendió el conflicto a todas las islas al sur del Canal Beagle y al este del meridiano del Cabo de Hornos y exigió también derechos sobre la regulación de la navegación en el Estrecho de Magallanes, es decir había ampliado el conflicto a una zona mucho mayor que la tratada inicialmente en la  solicitud de Laudo Arbitral de 1971.

La Santa Sede tuvo durante la mediación dos roles que cumplir, primero el cardenal Samoré debió detener el comienzo de una guerra y comprometer a las dos partes a dejar de lado la amenaza y el uso de la fuerza. Luego debió encauzar las negociaciones que duraron 6 años adaptándose a todos los cambios que ocurrieron en ese lapso de tiempo.

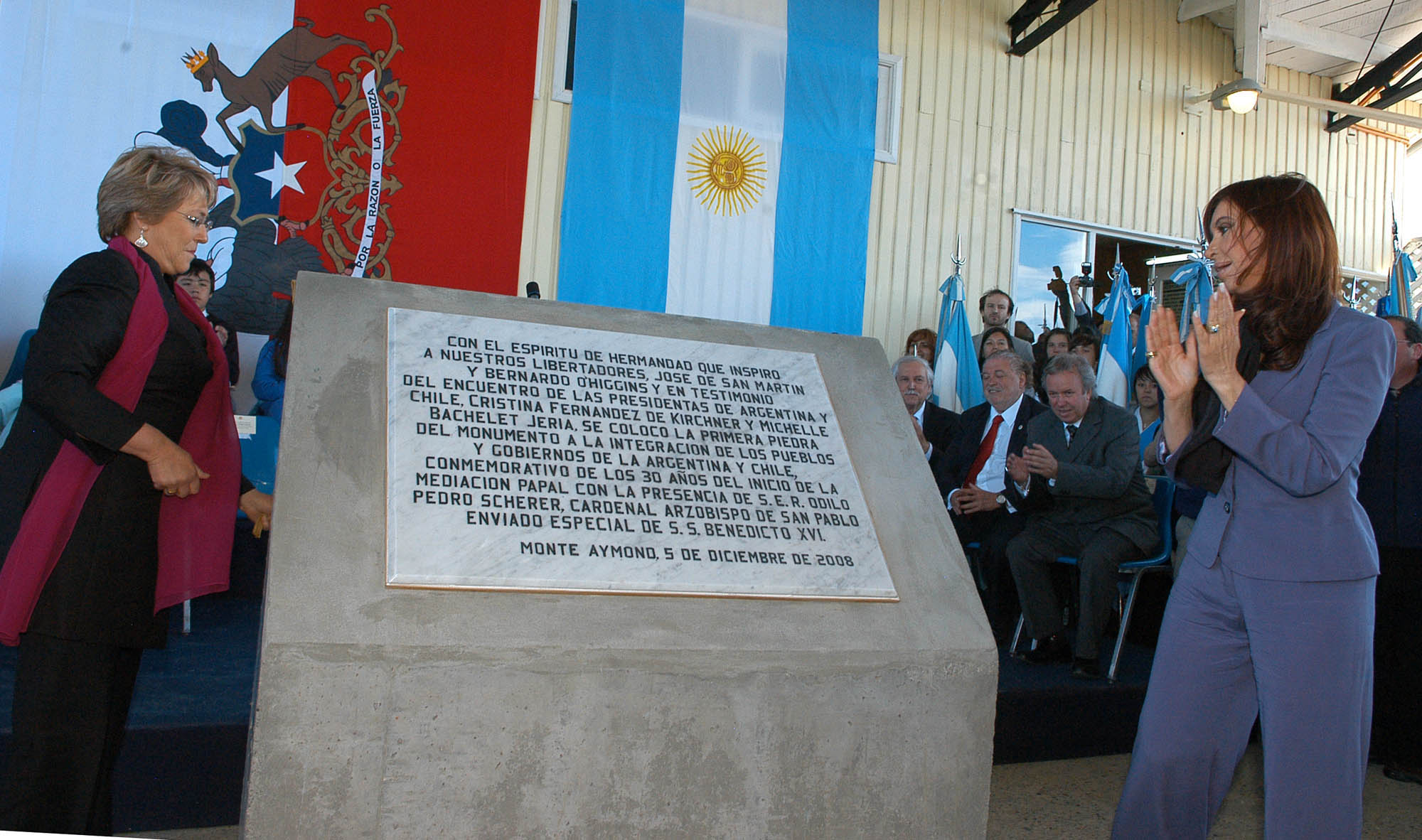
Michelle Bachelet y Cristina Fernández de Kirchner, presidentas de Chile y Argentina respectivamente, en 2008, colocando un monolito en la frontera entre ambos países en Monte Aymond, en recuerdo de la mediación del papa Juan Pablo II en 1978, que detuvo la guerra entre los dos países por una disputa fronteriza en el Canal de Beagle.

## Las pretensiones e intereses de ambos países en la zona
La Argentina consideraba absolutamente necesario desde el punto de vista económico y militar la libre navegación por los canales fueguinos. Su puerto Ushuaia era una de las bases de su flota pesquera y punto de aprovisionamiento para sus bases antárticas.
La  zona de controversia del arbitraje británico estaba delimitada por un polígono, llamado por su forma "el martillo", pero tras desahuciar el Laudo Arbitral de 1977, la Argentina extendió el conflicto a todas las islas al sur del Canal Beagle y al este del meridiano del Cabo de Hornos, argumentando que la tesis oceánica le otorgaba todas las islas al este de ese meridiano.

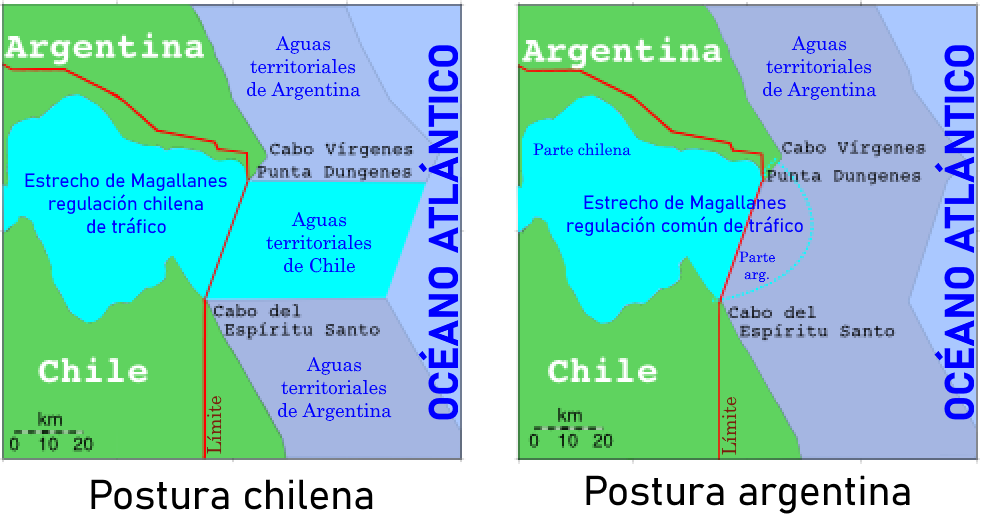
Según la definición del límite oriental del Estrecho de Magallanes, se pueden obtener derechos chilenos sobre el Atlántico o derechos argentinos a co-regular la navegación en el Estrecho.

A raíz de lo candente de la situación, las divergencias en cuanto a la precisa delimitación en el Estrecho de Magallanes se acentuaron. Chile consideraba que el estrecho terminaba en la línea Punta Dungeness-Cabo Espíritu Santo. Por el contrario la Argentina planteaba que el estrecho continuaba hasta el Cabo Vírgenes. Si se aceptaba la visión chilena, la Argentina no era corribereña ni cogarante del estrecho y por eso no tenía derecho a participar en la regulación del tráfico marítimo. Además, si el estrecho terminaba allí y luego continuaba el océano Atlántico, Chile podría exigir derechos propios en ese océano según el derecho internacional del mar. La visión argentina implicaba lo contrario: derecho de la Argentina a participar en la regulación del tráfico marítimo en el estrecho y la negación de derechos chilenos en el Atlántico.

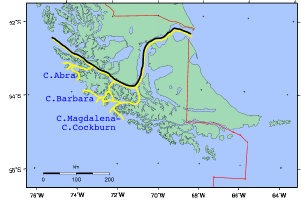
Las dos visiones del curso del Estrecho de Magallanes durante el Conflicto del Beagle. La línea negra es la interpretación chilena. La línea amarilla era la visión argentina, que exigía un delta. Según el Tratado de 1881 el Estrecho debe ser navegable para todas las naciones.

También en la boca occidental del estrecho había divergencias, pues la Argentina postulaba que existía un delta formado por los canales Magdalena, Abra, Bárbara y Cockburn que debían ser navegables a todas las embarcaciones de acuerdo al Tratado de Límites de 1881. Chile rechazaba esa tesis y consideraba que el estrecho tenía solo una salida y que los otros canales eran aguas interiores chilenas.
Ya se vislumbraba en 1978 que el derecho internacional otorgaría en el futuro grandes zonas marinas a los países costeros, en general el límite sigue la línea de puntos equidistantes a las costas más cercanas (un punto en el mar pertenece entonces al país cuya costa esté más cercana).
La frontera marítima a fijar podría tener una decisiva importancia en los derechos que ambos países pretenden sobre la Antártida.
La política interna era un factor que afectaba en forma diferente a las partes. En Chile, Augusto Pinochet ejercía el poder casi sin restricciones, lo que le permitía mayor flexibilidad y menos vulnerabilidad a críticas. Es sin duda un caso especial en la política interna chilena durante la dictadura, pues Eduardo Frei Montalva, expresidente de Chile (1964-1970) y líder de la incipiente oposición, dio su apoyo al gobierno en su gestión de la crisis.
En la Argentina, una actitud conciliadora podía ser utilizada por los adversarios políticos de la línea dura para socavar la ya precaria estabilidad del presidente Jorge Rafael Videla.
Es decir, el problema no se reducía solo a la posesión de las islas sino a un complejo de factores económicos, militares y políticos que repercutían también sobre el prestigio exterior de ambos países.

## La decisión de buscar un mediador
A comienzos de noviembre de 1978 habían fracasado ya las negociaciones directas entre ambos países y el ministro de relaciones exteriores de Chile, Hernán Cubillos, propuso a su par trasandino Carlos Washington Pastor entregar la disputa a la Corte Internacional de Justicia, pero en Buenos Aires transcendió que tal paso sería considerado por la Argentina, dada su negativa experiencia con el Tribunal Arbitral de 1977 como casus belli.
Como última alternativa ante el peligro inminente de la guerra, el ministro chileno propuso buscar una mediación, la que fue aceptada en principio por su par argentino. Se acordó reunirse en la capital federal argentina el 12 de diciembre de 1978.
En la reunión del día 12 se llegó rápidamente al acuerdo de solicitar la mediación papal, pero en la tarde, cuando los diplomáticos chilenos preparaban el documento de acuerdo, el canciller argentino Carlos Pastor llamó a Hernán Cubillos para comunicarle que la junta de gobierno había revocado la aceptación dada por el presidente de facto Jorge Videla. En esas circunstancias se llegó al 22 de diciembre de 1978, el día en que la Argentina tenía previsto ocupar las islas. Ese día en la mañana, el papa Juan Pablo II comunicó directamente a ambos gobiernos que enviaba a su representante personal en una misión de buenos oficios.
El papa, alertado por las iglesias de ambos países y por los Estados Unidos sobre la inminencia de la guerra, se había comprometido a ayudar.

## La búsqueda del mediador
En la elección del mediador se conjugaban los temas a quién elegir, qué mediar y cómo mediar. Chile buscaba darle a la mediación un aspecto más formal y legal para aprovechar el respaldo del Laudo Arbitral de 1977, en cambio la Argentina prefería una instancia más política en que pudiera hacer valer su mayor poderío militar.
Para Chile el mediador debía tener la capacidad de presionar a la Argentina para impedirle desconocer otra vez la mediación y comenzar una guerra. Para la Argentina el mediador debía ser neutral, es decir no debía basarse en Laudo Arbitral de 1977, y considerar solo los temas entregados a mediación. Para la Argentina, la lista de posibles mediadores incluía a Henry Kissinger, el rey de España, el papa Juan Pablo II y el secretario general de las Naciones Unidas Kurt Waldheim.
Ni Chile ni la Argentina consideraron a los Estados Unidos como un mediador potencial en el litigio. Para Chile, el país del norte carecía de la capacidad para obligar a la Argentina a cumplir el acuerdo de la mediación. Bajo capacidad se entendía no solo el poder material sino también la decisión de hacerlo cumplir.
Francisco Orrego V., un prominente miembro del equipo negociador chileno y Dante Caputo, ministro de relaciones exteriores de Argentina durante la fase final de las negociaciones, consideran que ningún país podría dar la seguridad de que la Argentina respetaría lo acordado en la mediación.
El papa era, para Chile, el único mediador confiable ya que su peso moral impediría al gobierno argentino desconocer un potencial acuerdo o iniciar una guerra.
Ese año ocuparon el puesto de papa Pablo VI, Juan Pablo I (solo por unas semanas) y Juan Pablo II quien se comprometió a ayudar. La rápida secuencia de los sucesores de San Pedro dificultó los esfuerzos por lograr la mediación.

## Las características del mediador

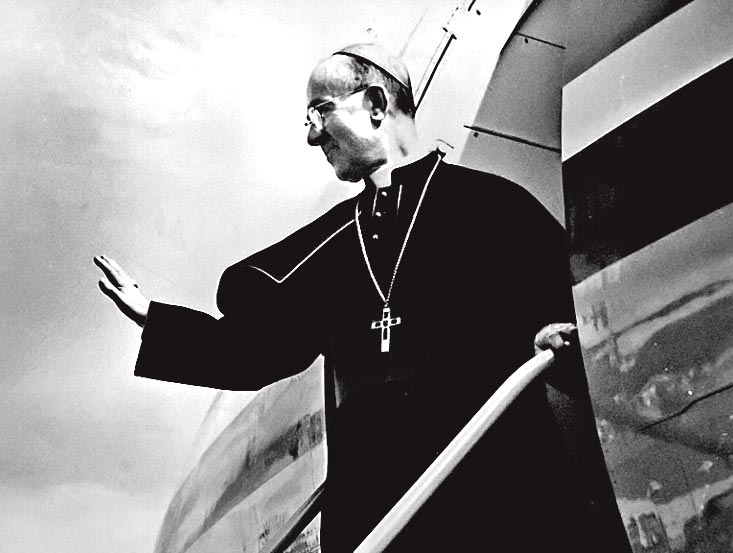
El cardenal Antonio Samorè, propuesto por Juan Pablo II para oficiar en la mediación por el conflicto del Beagle, llegó a la Argentina en diciembre de 1978.

El papa Juan Pablo II nombró al cardenal italiano Antonio Samorè de 73 años de edad, como responsable de sus buenos oficios. La larga experiencia de la Iglesia católica en el campo diplomático ayudó al cardenal Samorè a llevar las negociaciones a buen puerto. Para ello:
- Separó cada una de pretensiones y problemas que las partes tenían, esto es:

1. Dejó de lado el problema del Estrecho de Magallanes
2. Dejó de lado el problema de la Antártida
3. Resolvió aparte el problema suscitado por la renuncia argentina al tratado con Chile para la solución de controversias que hubiese obligado a Chile a llevar el caso a la Corte Internacional de Justicia
4. Separó las pretensiones territoriales de las marítimas

- Dado que su misión no debía responder a contingencias políticas, como en el caso del gobierno de un estado nacional que debe atender factores internos, el mediador pudo esperar hasta que cambiasen las condiciones políticas en la Argentina.
- El mediador se entrevistó repetidamente en forma separada con los equipos mediadores a los que consultó intensivamente sobre sus pretensiones, argumentos y posibilidades de ceder en sus apuestas. Solo rara vez se hicieron reuniones conjuntas.

Las negociaciones se realizaron en la Casita de Pío IV, la sede construida en el siglo XVII que alberga desde entonces la Pontificia Academia de las Ciencias
El enviado papal se esforzó en todo momento por guardar una estricta neutralidad ante ambas partes. El entonces ministro de relaciones exteriores de Chile, Hernán Cubillos, indicó que no hubo temas relevantes de negociación tras su primer encuentro en Chile con el enviado papal, pero a pesar de eso, el enviado papal siempre mantuvo reuniones de igual lapso de tiempo a ambos lados de la frontera.
Eso no impidió que sectores de la sociedad argentina insatisfechos con el curso de la negociación pidieran el cambio del enviado del papa Juan Pablo II bajo pretexto de una supuesta parcialidad de él hacia Chile.

## Los cuatro períodos de la mediación
Mark Laudy distingue 4 fases en la mediación:
- Desde la llegada a Buenos Aires del cardenal Samorè, el 25 de diciembre de 1978, hasta la firma del Acta de Montevideo. En esa fase se debió prevenir la guerra. En este caso el mediador no dejó de lado el peligro del estallido de una guerra. Pero solo cuando ambas partes habían llegado a un acuerdo sobre la mediación y estaban dispuestas a firmarla en Montevideo, Samorè impuso un párrafo que comprometiese a ambas partes a desistir del uso o amenaza de la fuerza, a no crear situaciones de riesgo para la paz y volver al statu quo militar del año 1977.
- Desde mayo de 1979, con la llegada de ambas delegaciones a Roma hasta diciembre de 1980, cuando el papa presentó su propuesta.
- Desde principios de 1981 hasta el retorno de la Argentina a la democracia en 1983. Durante este período las negociaciones se estancaron.
- Desde que Raúl Alfonsín asumió el poder hasta la firma del Tratado de 1984

## El Acta de Montevideo
- Wikisource contiene obras originales de o sobre Mediación papal en el conflicto del Beagle.

En Montevideo, el 8 de enero de 1979 se firmó el Acta de Montevideo que fijaba de forma bastante flexible el marco de la mediación. Ambos gobiernos se comprometieron a no hacer uso de la fuerza, retornar al statu quo militar de comienzos de 1977 y a abstenerse de tomar medidas que turbasen la armonía entre las dos naciones.
No existen en el Acta de Montevideo claras reglas a las que deba atenerse el mediador.
La delegación chilena enviada a Roma estuvo compuesta por:
| - Enrique Bernstein - Francisco Orrego Vicuña - Julio Philippi - Ernesto Videla - Santiago Benadava - Helmut Brunner | - Patricio Prieto - Patricio Pozo - Fernando Pérez Egert - Maximiliano Jarpa - Milenko Skoknic[cita requerida] - Osvaldo Muñoz |

La delegación argentina enviada a Roma estuvo compuesta por:
| - General (R) Ricardo Etcheverry Boneo - Marcelo Delpech - Guillermo Moncayo - Carlos Ortiz de Rozas - Guillermo Moncayo | - Hugo Gobbi - Susana Ruiz |

## La propuesta papal de 1980
El 12 de diciembre de 1980 el papa recibió a ambas delegaciones para comunicarles su primera propuesta, la que había sido desarrollada en el más entero secreto.
El contenido de la propuesta debía permanecer confidencial hasta la aprobación por ambos gobiernos, pero el diario "La Nación" de Buenos Aires lo publicó el 22 de agosto de 1981. Ambos gobiernos debían dar a conocer su respuesta antes del 8 de enero de 1981.
La propuesta entregaba a Chile todas las islas en litigio, pero la Argentina obtendría limitados derechos a instalaciones en las islas y recibiría amplios derechos de navegación en la zona. La zona de aguas interiores chilenas sería muy reducida y debería ceder a la Argentina derechos de explotación económica, investigación científica y de manejo medioambiental. La mayor parte del territorio marítimo en disputa sería argentino, pero la Argentina debería ceder en él a Chile los mismos derechos que habría de recibir en el mar de jurisdicción chilena.
El 25 de diciembre de 1980, Chile, a pesar de algunas reservas, aceptó la propuesta. La Argentina nunca rechazó formalmente la propuesta y solo emitió una nota el 25 de marzo de 1981, dos meses después del plazo dado por el papa Juan Pablo II, dirigida a la Santa Sede expresando su descontento porque no entregaba islas a la Argentina y permitía una profunda presencia chilena en el Atlántico.
No quedó claro cual era el motivo de una propuesta que sería rechazada por la Argentina. Algunos observadores creen que el cardenal Samorè preparó la propuesta bajo la presunción equivocada de que era aceptable para la Argentina basándose en comunicaciones del equipo argentino. También es posible que la propuesta solo haya tenido el objetivo de preparar a los sectores duros del régimen argentino para otra propuesta posterior. En todo caso sirvió para impedir la guerra, mantener la estabilidad en la región y esperar hasta que las condiciones políticas en alguno de los dos países cambiasen.

## La presidencia de Viola y Galtieri en la Argentina
Tras el rechazo argentino a la propuesta papal del 12 de diciembre de 1980, la situación se volvió a obscurecer.
Desde el 29 de marzo de 1981 hasta el 11 de diciembre de 1981 asumió el poder en la Argentina Roberto Viola, pero no logró imponerse a los sectores duros de las fuerzas armadas argentinas.
Sin consultar con el mando político, el Ejército Argentino detuvo a una supuesta red chilena de espionaje. La medida tuvo repercusión en Chile, donde se detuvo a dos supuestos espías argentinos. En una escalación de la tensión, el 28 de abril de 1981 el general Leopoldo Fortunato Galtieri, comandante en jefe del ejército argentino, cerró la frontera con Chile, de norte a sur, sin consultar al presidente, Roberto Viola, ni aviso a las otras ramas de las fuerzas armadas.
El 22 de diciembre de 1981 asumió el poder en la Argentina Leopoldo Fortunato Galtieri, hasta entonces jefe del ejército y uno de los halcones del grupo de los duros en las fuerzas armadas argentinas.
El nuevo gobierno argentino denunció en enero de 1982 el Tratado de Solución Judicial de Controversias firmado con Chile en 1972, que permitía a cada uno de los países acceder a la Corte Internacional de Justicia (CIJ) de La Haya en caso de litigios, una opción que guardaba Chile como instancia última. El Laudo Arbitral de 1977, favorable a Chile, sustentaba acciones en el terreno del derecho internacional, si bien serían solo simbólicas ya que, como se ha dicho antes, la Argentina consideraba tal paso una causa para iniciar la guerra. El término del tratado significaba en la práctica que la fecha final para acudir a la CIJ era antes de fines de ese año 1982 y que Chile debía decidir entre seguir con la mediación o acudir al derecho internacional. 
El 19 de febrero de 1982, seis semanas antes del comienzo de la guerra de las Malvinas el remolcador argentino ARA Gurruchaga ancló por tres días en la Isla Deceit a pesar de las protestas chilenas y violando el Acta de Montevideo que exigía sustraerse de realizar actos que pertubasen la armonía entre ambas naciones.
Todos estos obstáculos debieron ser eliminados o por lo menos aligerados por el cardenal Antonio Samoré para poder mantener siquiera la apariencia de negociaciones en curso. En los hechos no hubo avance oficial en las negociaciones, en parte porque Chile no quiso aceptar ceder en lo que ya había aceptado (la propuesta de 1980).
El 2 de abril de 1982 el gobierno de Galtieri ordenó el desembarco de fuerzas argentinas en las Islas Malvinas.

## Tras la guerra de las Malvinas
La debacle argentina causó la caída del gobierno de Leopoldo Fortunato Galtieri y su reemplazo por el general (R) Reynaldo Benito Bignone (desde el 22 de julio de 1982) quien gobernó solo con el apoyo del ejército. La derrota, el desprestigio de la cúpula militar, la falta de apoyo siquiera entre las fuerzas armadas y la brevedad de su presidencia impidieron avances en esta etapa de las negociaciones con excepción de la prórroga del Tratado de Solución Judicial de Controversias de 1972, acordada el 15 de septiembre de 1982. La prórroga era solo para temas de la mediación papal y se podía recurrir a ella solo después que el papa hubiere declarado finalizada la mediación y por un plazo máximo de seis meses.
El cardenal Antonio Samorè falleció a los 77 años el 4 de febrero de 1983 y su cargo lo tomó el cardenal Agostino Cassaroli, secretario de Estado de la Santa Sede, cargo equivalente al de ministro de relaciones exteriores. Su cargo como autoridad más poderosa cercana al papa, le otorgaba un margen de maniobra que Samorè no había tenido.
En julio de 1983, Santiago Benadava, figura clave en la delegación chilena, se encontró en La Haya con Julio Barbieri, embajador argentino en los Países Bajos, durante una visita por asuntos ajenos a las negociaciones. Conversando sobre el tema del Beagle lograron encontrar ciertas coincidencias que comunicaron a sus respectivos gobiernos de los cuales obtuvieron la aprobación para continuar explorando ese camino con el apoyo del mediador. La alternativa se basaba en una renuncia argentina a las islas y a las instalaciones que la propuesta de 1980 le otorgaba y Chile renunciaba al derecho de uso de las aguas argentinas y aceptaba solo una pequeña franja de aguas territoriales en torno a las islas.

## El retorno a la democracia en la Argentina
El 10 de diciembre de 1983 asumió el poder Raúl Ricardo Alfonsín y uno de sus principales objetivos fue reinsertar nuevamente a la Argentina en el concierto de naciones. Para ello buscó una solución pronta al problema del Beagle. Las negociaciones se agilizaron de tal manera que, cambiando el método usado hasta entonces, las negociaciones entre Ernesto Videla y Marcelo Delpech, jefes de delegación de Chile y la Argentina respectivamente, se realizaron más en Sudamérica que en Roma.
Basado en propuestas de ambos gobiernos el cardenal Agostino Casaroli presentó el 11 de junio de 1984 la última propuesta papal de la mediación, no sin antes aclarar que un rechazo de la propuesta significaría para el papa el término infructuoso de la mediación. Ambas partes aceptaron la propuesta, en principio.
El 29 de noviembre de 1984 fue firmado en Roma el Tratado de Paz y Amistad entre Argentina y Chile por los respectivos ministros de relaciones exteriores Jaime del Valle de Chile y Dante Caputo de la Argentina.

## Factores clave del éxito de las negociaciones
La situación política interna de la Argentina fue sin duda el factor más determinante en las negociaciones. Los militares que gobernaron el país durante la mayor parte de la mediación estaban divididos entre duros y blandos. Su accionar estaba restringido por el temor a ser reemplazados si hacían concesiones "vergonzosas" a Chile.
Este ambiente cambió radicalmente tras la derrota en las Malvinas y el subsecuente retorno a la democracia. Delpech considera que antes del gobierno de Alfonsín una solución al conflicto era improbable. Para Alfonsín era una meta primordial recuperar las relaciones exteriores del fracaso en que las había dejado el Proceso de reorganización nacional. 
La elección del mediador fue óptima, pues cumplió al máximo lo que se podía en aquel momento: impedir la guerra, mantener la estabilidad en la región, resolver los conflictos que aparecían y mantener un diálogo entre las partes.
Ello se logró gracias a la paciencia del mediador que no esperaba réditos ni inmediatos ni propios y también a su autoridad moral, que impidió a la junta militar argentina comenzar una guerra tras el rechazo a la propuesta papal de 1980.